# Championnat de Pologne de football de deuxième division
Le championnat de Pologne de football de deuxième division, couramment appelé I liga depuis 2008, est la deuxième division de football professionnel en Pologne. Il a été créé le 30 mai 1948, et remporté pour la toute première fois par le Górnik Radlin. 
L'édition 2012-2013 de la I liga voit dix-huit clubs s'affronter, et s'est terminée en juin 2013. À l'issue de cette saison, le Zawisza Bydgoszcz et le Cracovia sont les deux clubs promus en première division.

## Histoire

### Avant la Seconde Guerre mondiale
Durant la période d'entre-deux-guerres, plusieurs initiatives visent à créer la deuxième division de football en Pologne. Le 2 novembre 1929, le quotidien sportif Przegląd Sportowy avance des idées sur le concept, mais n'est pas suivi par la Fédération de Pologne de football. Huit ans plus tard, le 26 septembre 1937 à Częstochowa, une réunion entre les représentants de plusieurs clubs de football polonais a lieu. Ils y discutent de la création d'une ligue, la Klasa B, comprenant douze équipes.

### Sa création, en 1948
La deuxième division est officiellement créée le 30 mai 1948, mais les premiers matches se déroulent près d'un an plus tard, le 20 mars 1949. Józef Kokot du Naprzód Lipiny (en) est le premier buteur de la ligue, lui qui marque son but lors de la rencontre Naprzód Lipiny - Błękitni Kielce (en).

## Palmarès
| - 1949 : Górnik Radlin - 1950 : Polonia Bytom - 1951 : Lechia Gdańsk - 1952 : Gwardia Varsovie, Budowlani Opole - 1953 : Polonia Bydgoszcz - 1954 : Zagłębie Sosnowiec - 1955 : Budowlani Opole - 1956 : Polonia Bytom - 1957 : Polonia Bydgoszcz, Cracovia - 1958 : Pogoń Szczecin, Górnik Radlin - 1959 : Odra Opole, Zagłębie Sosnowiec - 1960 : Lech Poznań, Stal Mielec - 1961 : Gwardia Varsovie - 1962 : Stal Rzeszów, Pogoń Szczecin - 1963 : Szombierki Bytom - 1964 : Śląsk Wrocław - 1965 : Wisła Cracovie - 1966 : Cracovia - 1967 : Gwardia Varsovie - 1968 : Zagłębie Wałbrzych - 1969 : Gwardia Varsovie - 1970 : ROW Rybnik - 1971 : Odra Opole - 1972 : ROW Rybnik - 1973 : Szombierki Bytom - 1974 : Arka Gdynia, GKS Tychy - 1975 : Widzew Łódź, Stal Rzeszów | - 1976 : Arka Gdynia, Odra Opole - 1977 : Zawisza Bydgoszcz, Polonia Bytom - 1978 : Gwardia Varsovie, GKS Katowice - 1979 : Zawisza Bydgoszcz, Górnik Zabrze - 1980 : Bałtyk Gdynia, Motor Lublin - 1981 : Pogoń Szczecin, Gwardia Varsovie - 1982 : GKS Katowice, Cracovia - 1983 : Górnik Wałbrzych, Motor Lublin - 1984 : Lechia Gdańsk, Radomiak Radom - 1985 : Zagłębie Lubin, Stal Mielec - 1986 : Olimpia Poznań, Polonia Bytom - 1987 : Szombierki Bytom, Jagiellonia Białystok - 1988 : Ruch Chorzów, Stal Mielec - 1989 : Zagłębie Lubin, Zagłębie Sosnowiec - 1990 : Hutnik Cracovie - 1991 : Stal Stalowa Wola - 1992 : Pogoń Szczecin, Siarka Tarnobrzeg - 1993 : Warta Poznań, Polonia Varsovie - 1994 : Raków Częstochowa, Stomil Olsztyn - 1995 : Śląsk Wrocław, GKS Bełchatów - 1996 : Odra Wodzisław Śląski, Polonia Varsovie - 1997 : Dyskobolia, Petrochemia Płock - 1998 : Ruch Radzionków, GKS Bełchatów - 1999 : Dyskobolia, Petrochemia Płock - 2000 : Śląsk Wrocław - 2001 : Radomiak Radom | - 2002 : Lech Poznań - 2003 : Górnik Polkowice - 2004 : Pogoń Szczecin - 2005 : Korona Kielce - 2006 : Widzew Łódź - 2007 : Ruch Chorzów - 2008 : Lechia Gdańsk - 2009 : Widzew Łódź (à la suite d'une affaire de corruption, le club n'est pas promu en première division) - 2010 : Widzew Łódź - 2011 : ŁKS Łódź - 2012 : Piast Gliwice - 2013 : Zawisza Bydgoszcz - 2014 : GKS Bełchatów - 2015 : Zagłębie Lubin - 2016 : Arka Gdynia - 2017 : Sandecja Nowy Sącz - 2018 : Miedź Legnica - 2019 : Raków Częstochowa - 2020 : Stal Mielec - 2021 : Radomiak Radom - 2022 : Miedź Legnica - 2023 : Puszcza Niepołomice - 2024 : Lechia Gdańsk - 2025 : Arka Gdynia |